# Koenigia phytolaccifolia
Koenigia phytolaccifolia (sinónimo Aconogonon phytolaccifolium) es una especie de planta con flores de la familia de las nudosas.
Su inflorescencia es conocida como la flor de vellón alpina. Es una planta silvestre perenne, grande y robusta, que a menudo constituye un componente importante de algunas praderas montañosas del oeste. También se la conoce con los nombres comunes de hierba carmín, hierba alpina, hierba de agua o hierba carmín.

## Descripción
K. phytolaccifolia es una hierba perenne de hasta 200 cm (78,7 plg) alto. Las hojas ovaladas en forma de lanza o puntiagudas miden de 10 a 20 centímetros de largo y nacen en pecíolos. Las hojas tienen grandes estípulas que forman una ocre rojiza de hasta 3 centímetros (1,2 plg) de largo. 
La inflorescencia es una larga serie de racimos ramificados de muchas flores blancas o verdosas. Cada flor mide aproximadamente 4 milímetros (0,2 plg) de ancho y tiene pequeños estambres sobresalientes rematados con anteras amarillas o rosadas. 

## Distribución y Ecología
K. phytolaccifolia es originaria del oeste de Estados Unidos: California, Oregón, Washington, Nevada, Idaho y Montana.  Es igualmente común encontrarla en praderas húmedas, así como en praderas secas, laderas o crestas, pero desarrolla colonias más densas y plantas más altas en zonas con mayor humedad. Se asocia con comunidades vegetales de abetos rojos y bosques subalpinos, al menos en la parte sur de su área de distribución.
Es una planta hospedadora de larvas de la mariposa de cobre de Edith y otras especies de lepidópteros. Sus flores son preferidas por una amplia variedad de insectos polinizadores, incluyendo abejorros. Esta especie se ha utilizado culturalmente desde hace mucho tiempo con fines medicinales y culinarios.